# George Eugene Uhlenbeck
George Eugene Uhlenbeck (ur. 6 grudnia 1900 w ówczesnej Batavii, późniejszej Dżakarcie w Indonezji; zm. 31 października 1988 w Boulder, stan Kolorado w USA) – holenderski fizyk-teoretyk, specjalizujący się w mechanice statystycznej i fizyce jądrowej. Odkrywca spinu elektronu (razem z Samuelem Goudsmitem).

## Życiorys
Jego ojciec służył w armii holenderskiej w Indiach Wschodnich. Razem z rodzicami i rodzeństwem powrócił do Holandii w 1907. Jesienią 1918 rozpoczął studia na Uniwersytecie Technicznym w Delfcie, w styczniu 1919 przeniósł się na Uniwersytet w Lejdzie, gdzie został jednym z uczniów Paula Ehrenfesta. Od 1922 mieszkał przez trzy lata w Rzymie, gdzie pracował jako prywatny nauczyciel ambasadora Holandii. Kontynuował jednak studia fizyczne przyjeżdżając w każde wakacje do Holandii. W 1925 wspólnie z innym uczniem Ehrenfesta, Samuelem Goudsmitem odkrył, że elektronowi można przypisać dodatkową cechę (poza masą i energią), tj. tzw. spin.
W 1927 obronił pracę doktorską poświęconą krytyce wyjaśnienia Alberta Einsteina dotyczącego tzw. kondensatu Bosego-Einsteina. W tym samym roku przyjął razem z Goudsmitem propozycję pracy na Uniwersytecie w Michigan. Zajmował się tam przede wszystkim mechaniką statystyczną. W 1930 opublikował razem z Leonardem Ornsteinem pracę, w której przedstawił model ruchu Browna nazwany później procesem Ornsteina-Uhlenbecka, w 1932 razem z Davidem Dennisonem zaproponował rozwiązanie tzw. double minimum problem w mechanice kwantowej, przy użyciu metody WKB.
W 1935 rozpoczął pracę jako profesor Uniwersytetu w Utrechcie, gdzie zastąpił Hendrika Kramersa, prowadził tam m.in. badania nad procesami kondensacji. W 1939 powrócił na Uniwersytet w Michigan, w latach 1943–1945 pracował w Radiation Laboratory (tzw. Rad Lab), wchodzącym w skład Massachusetts Institute of Technology (m.in. razem z Markiem Kacem i Julianem Schwingerem). Po zakończeniu wojny powrócił na Uniwersytet w Michigan, gdzie pracował do 1960, w latach 1960–1974 był profesorem Rockefeller Institute for Medical Research, następnie przeszedł na emeryturę.
Od 1951 był członkiem korespondentem Królewskiej Holenderskiej Akademii Nauki i Sztuki, od 1955 należał do National Academy of Sciences, w 1959 był prezesem American Physical Society.
Jego młodszym bratem był językoznawca Eugenius Uhlenbeck (1913-2003).

## Nagrody i odznaczenia
- Medal Oersteda (1956)
- Medal Maxa Plancka (1964)
- Medal Lorentza (1970)
- National Medal of Science (1976)
- Nagroda Wolfa z fizyki (1979)